# Chimaltitán
Chimaltitán è un comune del Messico, situato nello stato di Jalisco.